# Сенина (Верх-Иньвенское сельское поселение)
Сенина — деревня в Кудымкарском районе Пермского края. Входила в состав Верх-Иньвенского сельского поселения. Располагается на правом берегу реки Котыс юго-западнее от города Кудымкара. Расстояние до районного центра составляет 42 км. По данным Всероссийской переписи населения 2010 года, в деревне проживало 85 человек (35 мужчин и 50 женщин).

## История
По данным на 1 июля 1963 года, в деревне проживало 163 человека. Населённый пункт входил в состав Деминского сельсовета.